# Maxim Storms
Maxim Storms (9 september 1989) is een Gentse acteur. In 2010 richtte hij met Katrien Valckenaers het gezelschap Ballet Dommage op. In 2017 stond Storms met Klutserkrakkekilililokatastrof en Another one op het Theaterfestival.

## Biografie
In 2012 beëindigde Maxim Storms de opleiding master in het drama aan het KASK Gent met grootste onderscheiding.
Samen met Katrien Valckenaers, die hij leerde kennen tijdens zijn opleiding, runt hij Ballet Dommage. Hun voorstellingen en projecten zijn absurd en bevreemdend zonder de relatie met de realiteit uit het oog te verliezen. In de herkenbare verhalen die de nietigheid van de mens tonen, zit steeds een sprankje troost of hoop. Ballet Dommage creëert voorstellingen die tot buiten de grenzen van de theaterzaal gaan en waarbij de interactie met een breed publiek van kinderen en volwassenen steeds terugkomt. Zo belde het gezelschap met het stadsproject VOLK:Fragment 1 (2013) aan bij verschillende huizen om de bewoners te trakteren op een gratis theatervoorstelling. In VOLK:Fragment 2 (2016) vormden de garages van mensen het toneel. Storms vindt zo'n projecten erg belangrijk omdat ze de wijk activeren, de mensen samenbrengen en een glimlach toveren op hun gezicht.
Met actrice Lobke Leirens maakte Maxim Storms de voorstellingen KROCHT (2014) en Another One (2017).
Storms speelde daarnaast in de producties Bonte Nacht van Tuning People en Vergiet en Wachten en Andere Heldendaden van Het Kwartier/Freek Mariën.
In 2016 kwam hij solo in residentie bij CAMPO, waar hij onderzoek deed naar zijn eigen artistieke taal. Hij verzamelde onder andere muziekstukken, jabbertalk-monologen, abstracte collages, fabelachtige choreografieën, sculpturen met spons en borstel, foto’s/portretten en geluid- en video-fragmenten. Al deze elementen bracht hij samen in de voorstelling There’s a great performance coming soon (2016). Storms' tweede residentie in CAMPO begon in mei 2017 en moet resulteren in Brother Blue, zijn eerste solovoorstelling die aangekondigd staat als 'een dadaïstisch treurspel'.
De Standaard noemt Maxim Storms 'de Charlie Chaplin van zijn generatie' vanwege de slapstick die Storms' speelstijl kenmerkt.
Maxim Storms heeft een eigen Vimeo-kanaal waarop onzinnige liedjes te horen zijn die met de hulp van actrice Linde Carrijn tot stand kwamen.

## Voorstellingen

#### Ballet Dommage
- Klutserkrakkekilililokatastrof (2017) (geselecteerd voor het Theaterfestival 2017)
- Volk: Fragment 2 (2016)
- The Golden Palace (2014)
- Wachten En Andere Heldendaden (2014)
- Volk: Fragment 1 (2013)
- We All Need Some (2012) (afstudeervoorstelling, geselecteerd voor de Horlait-Dapsens prijs)
- Le Dernier Diner (2010)

#### Andere
- Brother Blue (2017)
- Another one (2017) (geselecteerd voor het Theaterfestival 2017 en Circuit X 2017-2018)
- Bonte Nacht (2016)
- There's a great performance coming soon (2016)

- KROCHT (2014)
- Wachten en Andere Heldendaden (2014)
- Vergiet (2011)